# Chantelle Michell
Chantelle Lee Newbery (nacida Michell; Melbourne, 6 de mayo de 1977) es una clavadista o saltadora de trampolín australiana especializada en plataforma de 10 metros, donde consiguió ser subcampeona mundial en 2005.

## Carrera deportiva
En el Campeonato Mundial de Natación de 1998 celebrado en Perth ganó la medalla de bronce en el trampolín de 3 metros, con una puntuación de 515 puntos, tras la rusa Yulia Pajalina (oro con 544 puntos) y la china Jingjing Guo  (plata con 518 puntos).
También ganó la medalla de plata varios años después, en el Campeonato Mundial de Natación de 2005 celebrado en Melbourne desde la plataforma de 10 metros.